# Hryhoriwska Słoboda
Hryhoriwska Słoboda (ukr.  Григорівська Слобода, pol. Ostrów) – wieś na Ukrainie, w obwodzie iwanofrankiwskim, w rejonie rohatyńskim.